# Thomas Lodge

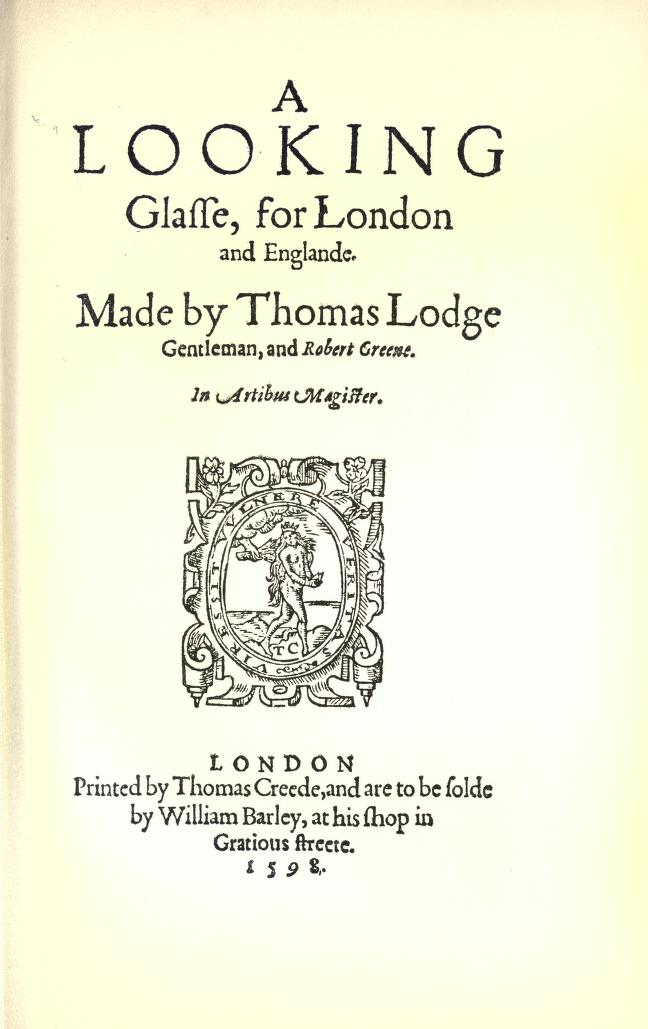
Titelpagina van A Looking-glass door Thomas Lodge (met Robert Greene)

Thomas Lodge (Lincolnshire, ca. 1558 - 1625) was een Engels dichter en (toneel)schrijver ten tijde van Elizabeth I en Jacobus I.
Hij was de tweede zoon van Thomas Lodge, die burgemeester van Londen was.
Hij bezocht de Merchant Taylor's School en studeerde aan de Universiteit van Oxford. Hij volgde een rechtenstudie aan Lincoln's Inn in Londen, maar richtte zich uiteindelijk op het schrijverschap.
Rond 1580 verscheen zijn Defence of Poetry, Music and Stage Plays als antwoord op 'Schoole of Abuse' van Stephen Gosson. Hij schreef vervolgens zowel poëzie als romances en toneelstukken. Tot het belangrijkste werk voor toneel horen The Wounds of Civil War en A Looking-glass for London and England (samen met Robert Greene).
Lodge ondernam reizen naar de Canarische Eilanden (1588) en Zuid-Amerika (1591). Tijdens deze reizen bleef hij schrijven om de tijd te doden. Tijdens de eerste reis ontstond zijn bekendste romance, Rosalynde, Euphues' Golden Legacie (1590). Dit verhaal was gebaseerd op het middeleeuwse werk 'Tale of Gamelyn' en vormde de inspiratie voor William Shakespeares stuk 'As You Like It'. Het was populair en werd vele malen herdrukt.

## Overig werk
In 1589 publiceerde hij het dichtwerk Glaucus and Scilia en in 1593 Phillis honoured with Pastoral Sonnets, Elegies, and Amorous Delights.
Robin the Divell en William Longbeard zijn historische romances.
Hij was ook actief als vertaler.
Thomas Lodge behoorde tot de groep schrijvers die bekendstonden als de University wits en die bestond uit toneelschrijvers die actief waren aan het eind van de 16e eeuw en veel bijdroegen aan de ontwikkeling van het Engels renaissancetheater. 
Andere schrijvers die deel uitmaakten van de groep waren Christopher Marlowe, Robert Greene, Thomas Nashe, George Peele, Thomas Kyd en John Lyly.